# Uno Palmström
Uno Herbert Roland Palmström, född 9 augusti 1947 i Vänersborgs församling, Älvsborgs län, död 27 april 2003 i Högalids församling, Stockholm, var en svensk journalist, författare, översättare och förlagschef samt ledamot i Deckarakademin.
Palmström, som var son till cementgjutare Nils Palmström och Gunhild Persson, utexaminerades från journalisthögskolan i Göteborg 1970. Han var anställd på Göteborgs-Tidningen 1971–1976, Askild & Kärnekull 1976–1977, Förlags AB Arbetarkultur 1977–1980, tidningen Ny Dag 1980–1984, bokredaktör vid Kellberg & Palmström 1984–1992, Prisma AB 1992–1994 samt verkställande direktör och förlagschef på Rabén Prisma Bokförlag AB från 1994. Han är begravd på Skogskyrkogården i Stockholm.
Han utkom med nio kriminalromaner med start 1976. Återkommande huvudpersoner är dels DN-journalisten Olle Lyck, dels en grupp poliser i Stockholm. Han skrev också tre ungdomsdeckare tillsammans med Hans Erik Engqvist, och två böcker om fotbollsklubben IFK Göteborg tillsammans med Kenth Andreasson.